# Équipe d'Israël des moins de 20 ans de football
Maillots
L'équipe d'Israël des moins de 20 ans de football (hébreu : נבחרת ישראל בכדורגל עד גיל 20) est une sélection de joueurs de moins de 20 ans au début des deux années de compétition placée sous la responsabilité de la Fédération d'Israël de football.

## Histoire
Elle ne participe pas au Championnat d'Europe de football des moins de 19 ans qualificatif pour la Coupe du monde ; c'est l'équipe des moins de 19 ans qui est convoquée.

## Parcours en Coupe du monde des moins de 20 ans
- 1977 : Non qualifié
- 1979 : Non qualifié
- 1981 : Non qualifié
- 1983 : Non qualifié
- 1985 : Non qualifié
- 1987 : Non qualifié
- 1989 : Non qualifié
- 1991 : Non qualifié
- 1993 : Non qualifié
- 1995 : Non qualifié
- 1997 : Non qualifié
- 1999 : Non qualifié
- 2001 : Non qualifié
- 2003 : Non qualifié
- 2005 : Non qualifié
- 2007 : Non qualifié
- 2009 : Non qualifié
- 2011 : Non qualifié
- 2013 : Non qualifié
- 2015 : Non qualifié
- 2017 : Non qualifié
- 2019 : Non qualifié
- 2023 :  3e
- 2025 : Non qualifié

## Parcours en Championnat des moins de 20 ans
La sélection israëlienne des moins de 20 ans, comme la sélection A, a pris part aux compétitions internationales sur plusieurs continents, dans le but de se qualifier pour la Coupe du monde de la catégorie, organisée à partir de 1977. Elle était avant cette date rattachée à la confédération asiatique, où sa sélection U19 a participé et remporté plusieurs titres de champions d'Asie.
Absente des éliminatoires lors de l'édition inaugurale, elle participe entre 1978 et 1982 aux barrages intercontinentaux, Israël n'étant rattaché à aucune confédération durant cette période.
En 1985, Israël intègre la confédération océanienne et la sélection U20 prend donc part au championnat continental, qu'elle achève à la place de finaliste, une performance qu'elle réédite l'année suivante.
En 1988, à nouveau sans confédération, elle est invitée à participer au championnat sud-américain des moins de 20 ans, où elle ne parvient pas à dépasser la phase de poules. Deux ans plus tard, en 1990, c'est à nouveau à l'occasion d'un barrage intercontinental qu'elle tente de se qualifier pour la Coupe du monde 1991, organisée au Portugal.
Depuis 1992 et l'intégration de la fédération israélienne à l'UEFA, c'est la sélection U18 (puis U19 à partir de 2002), qui prend part au championnat d'Europe de sa catégorie, qualificatif pour la Coupe du monde des moins de 20 ans.
Lors de la coupe du monde des moins de 20 ans en 2023 en Argentine, les U20 israéliens créent la surprise : ils éliminent les favoris brésiliens en quarts et échouent de peu en demi par le plus petit des scores face à l'Uruguay futur vainqueur ; Israël parvient à décrocher la troisième place en battant la Corée du Sud, avec notamment Anan Khalaili là encore buteur.

## Résultats notables
- Championnat d'Océanie des moins de 20 ans :
  - Finaliste en 1985 et 1986